# مهدی رجب‌زاده
مهدی رجب‌زاده (زادهٔ ۳۱ خرداد ۱۳۵۷) بازیکن فوتبال سابق و مربی فوتبال اهل ایران است. مهدی رجب‌زاده با زدن ۹۳ گل با پیراهن تیم ذوب‌آهن بهترین گلزن ادوار این باشگاه در لیگ برتر است و همچنین دومین گلزن برتر تاریخ لیگ برتر می‌باشد.

## سابقه فوتبال

### باشگاهی
رجب‌زاده فوتبال باشگاهی را با فجر سپاسی شیراز شروع کرد. او از سال ۱۳۷۶ تا ۱۳۸۲ عضو تیم بزرگسالان فجر سپاسی بوده‌است و سپس در سال ۱۳۸۲ به ذوب‌آهن اصفهان پیوست و با پوشیدن پیراهن شماره ۳۰ از اصلی‌ترین بازیکنان این تیم بود.
رجب‌زاده با ذوب‌آهن در لیگ قهرمانان آسیا بازی کرد. حضور موفق مهدی رجب‌زاده در باشگاه ذوب آهن اصفهان و کسب عنوان آقای گلی در فصل ۸۶–۱۳۸۵ لیگ برتر فوتبال ایران با ۱۷ گل زده، راه او را برای پیوستن به باشگاه الامارات گشود.
پس از یک فصل بازی در باشگاه الامارات و سقوط این تیم به دسته یک، در تیر ماه ۱۳۸۷ به تیم فوتبال الظفره از دیگر تیم‌های باشگاهی کشور امارات پیوست و در این تیم ۵ بازی به انجام رساند. او در اواخر فصل ۸۸–۱۳۸۷ لیگ برتر فوتبال ایران به مس کرمان پیوست. وی در فصل ۸۹–۱۳۸۸ عضو تیم مس کرمان بود و سپس به مدت یک فصل در ذوب‌آهن و یک فصل هم در فجر سپاسی بازی کرد. رجب‌زاده در سال ۱۳۹۱ برای سومین بار به تیم ذوب‌آهن اصفهان پیوست و تا پایان دوران حرفه‌ای خود عضو این تیم ماند. ۱۱ فصل حضور و انجام ۳۵۳ بازی رسمی با پیراهن ذوب‌آهن، او را به اسطوره این باشگاه اصفهانی تبدیل کرده‌است.
مهدی رجب‌زاده در خرداد ۱۳۹۷ از فوتبال خداحافظی کرد و به عنوان مربی در فصل هجدهم لیگ برتر در کادر فنی تیم ذوب آهن، نمازی را یاری کرد.

### ملی

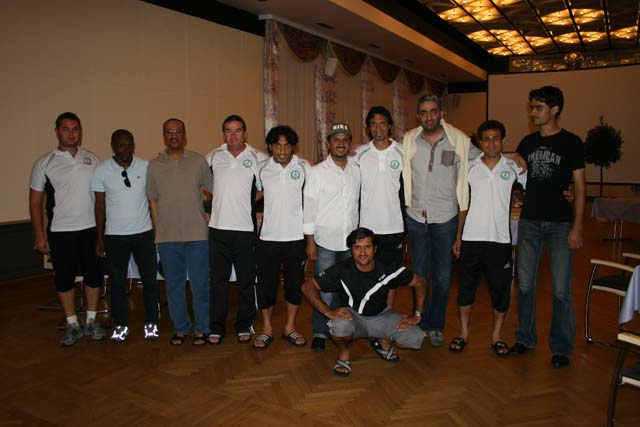
نمایی از اردوی باشگاه الامارات در آلمان مهدی رجب زاده (نفر دوم ایستاده از سمت راست) به همراه جمعی از هم تیمی‌هایش

رجب‌زاده فوتبال ملی را در بهمن ماه ۱۳۸۳ در زمان برانکو ایوانکوویچ و با حضور در برابر تیم ملی قطر در مسابقات مقدماتی جام جهانی ۲۰۰۶ آغاز کرد.
او پس از شرکت در بازی‌های جام ملت‌های آسیا ۲۰۰۷ در تیرماه سال ۱۳۸۶، که با حذف تیم ملی ایران توسط تیم ملی کره جنوبی صورت پذیرفت و با برکناری امیر قلعه‌نویی از سرمربیگری تیم ملی فوتبال ایران همراه شد، بار دیگر با درخشش در تیم الامارات، توسط منصور ابراهیم‌زاده به عنوان یکی از بازیکنان خط حمله، در لیست ۵۰ نفره بازیکنان تیم ملی فوتبال ایران در مسابقات مقدماتی جام جهانی ۲۰۱۰ قرار گرفت. وی پس از مدتی دوری از تیم ملی ایران بار دیگر توسط علی دایی به اردوی دور دوم مسابقات مقدماتی جام جهانی ۲۰۱۰ دعوت شد.
مهدی رجب‌زاده ۱۶ بازی ملی انجام داده و ۴ گل ملی نیز به ثمر رسانده‌است.

## دومین گلزن برتر لیگ برتر ایران
مهدی رجب‌زاده با به ثمر رساندن ۱۱۶ گل با پیراهن تیم‌های فجر سپاسی شیراز، ذوب‌آهن اصفهان و مس کرمان در لیگ برتر، پس از غلامرضا عنایتی، دومین گلزن برتر تاریخ این مسابقات می‌باشد.

## زندگی شخصی
مهدی رجب‌زاده در سال ۱۳۵۷ در خانواده‌ای اصالتاً کازرونی در شیراز متولد شده‌است. او متأهل بوده و دارای یک فرزند دختر و یک پسر است.

## گل‌های ملی
| # | تاریخ         | مکان   | حریف              | گل  | نتیجه | مسابقات                      |
| - | ------------- | ------ | ----------------- | --- | ----- | ---------------------------- |
| ۱ | ۱۲ مهر ۱۳۸۵   | امان   | عراق              | ۱–۰ | ۲–۰   | بازی دوستانه                 |
| ۲ | ۲۲ دی ۱۳۸۵    | ابوظبی | امارات متحدهٔ عربی | ۱–۰ | ۲–۰   | بازی دوستانه                 |
| ۳ | ۳۰ خرداد ۱۳۸۶ | امان   | فلسطین            | ۲–۰ | ۲–۰   | مسابقات فوتبال غرب آسیا ۲۰۰۷ |
| ۴ | ۱ تیر ۱۳۸۶    | امان   | اردن              | ۱–۰ | ۱–۰   | مسابقات فوتبال غرب آسیا ۲۰۰۷ |

## افتخارات

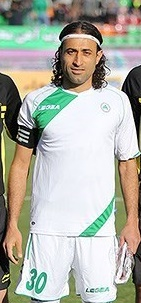
مهدی رجب‌زاده در تیم ذوب‌آهن

### باشگاهی

#### فجرسپاسی
- جام حذفی ایران
  - قهرمان (۱): ۱۳۸۰–۱۳۷۹
  - نایب‌قهرمان (۲): ۱۳۸۱–۱۳۸۰، ۱۳۸۲–۱۳۸۱

#### ذوب‌آهن
- لیگ برتر خلیج فارس
  - نایب‌قهرمان (۲): ۱۳۸۴–۱۳۸۳، ۱۳۹۷–۱۳۹۶
- جام حذفی ایران
  - قهرمان (۲): ۱۳۹۴–۱۳۹۳، ۱۳۹۵–۱۳۹۴
- سوپر جام ایران
  - قهرمان (۱): ۱۳۹۵
- لیگ قهرمانان آسیا
  - نایب‌قهرمان (۱): ۲۰۱۰

ملی
- قهرمانی فوتبال غرب آسیا
- قهرمانی در مسابقات فوتبال غرب آسیا ۲۰۰۷ به همراه تیم ملی فوتبال ایران

فردی
- آقای گل لیگ برتر ۸۶–۱۳۸۵ با ۱۷ گل در تیم ذوب‌آهن اصفهان به‌طور مشترک با عرفان اولروم
- آقای گل مسابقات فوتبال غرب آسیا ۲۰۰۷ با ۲ گل زده در تیم ملی فوتبال ایران